# 大原大学院大学
大原大学院大学（おおはらだいがくいんだいがく、英語: Ohara Graduate School of Accounting）は、東京都千代田区西神田1-2-10に本部を置く日本の私立大学。1957年創立、2006年大学設置。
学校法人大原学園が設立した大学院（会計大学院）のみの大学（大学院大学）である。
校訓は「感奮興起」。学術的な研究による知識、実務で求められる技能、さらに高い職業倫理観を備えた高度会計専門職業人を養成することを教育の理念とし、公認会計士、税理士、企業及び公的機関の財務部門のスペシャリストを養成する。

## 設置研究科
- 会計研究科
  - 会計専攻
    - 「会計修士（専門職）」（英文名:Master of Business Administration in Accounting）

## 沿革
- 1957年 - 大原簿記学校開設[1]。
- 2006年4月 - 開学[1]。
- 2007年 - 文部科学省からの改善指導を受ける（後述）。
- 2014年度 - 専攻名を会計監査専攻から会計専攻に変更[2]。
- 2019年4月 - 千代田区西神田2-2-10（大原学園10号館）から現在地（大原学園1号館）に移転[2]。

## 学長及び研究科長
- 学長

青木靖明（学校法人大原学園学園長）
- 研究科長

初代 中村忠（一橋大学名誉教授、元創価大学経営学部教授）
2代 齋藤奏（元監査法人トーマツ代表社員、作新学院大学名誉教授、公認会計士）
3代 唐澤宏明（元旭化成事業部企画管理部長、元宮城大学事業構想学部教授）
4代 松土陽太郎（元大蔵省証券局財務課上席証券監査官、元國學院大學経済学部教授）
5代 山田庫平（明治大学名誉教授）

## 大学関係者一覧

### 教員
本大学院が開校した2006年には、教授（研究者教員）7人のうち6人は65歳以上で、3人は75歳以上だった。2007年から2009年にかけて、教授（研究者教員）4人が死亡または入院・長期療養のため、辞任した。

## 文部科学省からの改善指導
2007年、文部科学省の設置計画履行状況調査により、大原大学院大の学生29人のうち16人が、設置者の学校法人職員だったことが判明した。さらに授業の出席回数が半分に満たない学生の割合も5割以上おり、そのほとんどが法人職員であった。これらの職員の授業料や教材費などは、一般の学生よりも50万円安い年間120万円であった。この実態を受け、文科省は早急な改善を指導した。
大学側は「定員が埋めた状態で開学したかったので職員から入学希望者を募った。決して強制したわけではない」と説明した。